# Bardy
Bardy – wieś sołecka w Polsce położona w województwie zachodniopomorskim, w powiecie kołobrzeskim, w gminie Dygowo.
Według danych z 1 stycznia 2011 wieś miała 131 mieszkańców.

## Historia
Data powstania miejscowości Bardy (z niem. Bartin) nie jest znana, jednak pochodząca z roku 1276 źródłowa wzmianka wskazuje na czas jej założenia w pierwszej połowie lub najpóźniej około połowy XIII wieku.
- Bardy po raz pierwszy zostały wymienione w dokumencie sporządzonym 7 marca 1276, w którym biskup kamieński Hermann nadaje kapitule kołobrzeskiej jako uposażenie jednej z prebend wsie "...item alia prebenda Moltowe, Graniz, Zymbrowe, (Crune, Poplot, Vloztibure, villa), Peterkoviz, Clobetove, Lubechowe, Dayziz, Pangarowe, Bardi, (...)”.
- Wiadomo też, że w 1276 książę Barnim I i jego syn Bogusław IV sprzedali odziedziczoną po księciu Warcisławie III część ziemi kołobrzeskiej biskupowi Hermannowi von Gleichen z Kamienia za cenę 35 tys. srebrnych marek. Przyjmuje się zatem za prawdopodobne, że podczas swojego pobytu w Kołobrzegu w 1276 r. biskup Hermann zatwierdził kapitule kołobrzeskiej prawo własności do około 50 wsi z terenu ziemi kołobrzeskiej, w tym do miejscowości Bardy.
- Jednakże w późniejszych dokumentach Bardy wymieniane są nie jako własność kapituły kołobrzeskiej, lecz kamieńskiej. Z roku 1308 pochodzi dokument, w którym biskup nadaje kapitule kamieńskiej m.in. wieś Bardy.
- Z kolei z innych jeszcze źródeł wiadomo, że w tym samym czasie miejscowość Bardy była własnością wielce zasłużonej dla kościoła rodziny de Wida. Bracia Gottfried i Ludwig de Wida pozostawili testament, w którym swoje ogromne posiadłości zapisali krewnym, kapitule kamieńskiej, miastu Kołobrzeg oraz Kościołowi.
- W 1332 kapituła kołobrzeska kupiła Bardy z Dębogardem za 1600 marek od biskupa kamieńskiego Fryderyka. Wówczas Bardy weszły w posiadanie kapituły kołobrzeskiej, pozostając jej własnością przez niespełna 500 lat – aż do czasu rozwiązania tej kapituły w 1811.

## Zabytki
- cmentarzysko kurhanowe wczesnośredniowieczne, z VIII-IX w., położone 0,4 km na północny zachód od grodziska w Bardach oraz 1,7 km na wschód od drogi z Bard do Pobłocia – 10 kurhanów o wysokości 4–7 m.
- grodzisko z VIII-X w. wyżynne, dwuczłonowe, położone 1,6 km na wschód od Bard.
- osada przyzagrodowa z VIII/IX-X w,, położona bezpośrednio na zachód i północny zachód od grodziska w Bardach.
- osada z 2. połowy XI-XII w., położona bezpośrednio na południowy zachód od północnego skraju wsi, ok. 50 m na zachód od drogi prowadzącej z Bard w kierunku Pobłocia.

Bardy od początku swojego istnienia były wsią wyłącznie chłopską a obszar wsi nie uległ zmianie.
Gospodarowano na zasadzie trójpolówki, dzieląc wspólne dla wszystkich chłopów pola na trzy części (na jednej z nich uprawiano jęczmień, na następnym zboże jare, a trzecie leżało odłogiem, żeby wypocząć). Sposób uprawy poszczególnych części zmieniano cykliczni co roku, tak by po trzech latach otrzymać z każdej części ten sam plon. W stawach znajdujących się w centrum placu wiejskiego od czasów średniowiecza hodowano karpie. Pozostałe tereny, a stanowiły one nawet połowę gruntów wsi, użytkowano jako gminne pastwiska lub lasy.
Na bardowskich polach znajdowały się złoża gliny, torfu i wapienia, występującego w największej ilości na zachód od wsi, przy drodze do Dębogardu. Wapień wydobywano w dwóch kopalniach odkrywkowych, po czym w spalarni wapienia (Kison) przetwarzano na wapno do nawożenia gleby. Uprawiany na wzbogaconej w ten sposób glebie owies z niemałym zyskiem sprzedawano sąsiednim wsiom. Zapewniało to bardzkim chłopom nie tylko dobrobyt, ale także przydomek "blanke Bartiner” (biali Bardyniacy).
W 1861 rząd pruski wydał ustawę znoszącą przywiązanie chłopów do ziemi, co spowodowało początkowo falę emigracji, ale ostatecznie przyczyniło się do rozwoju wsi oraz wzrostu zamożności jej mieszkańców.
W niemałym stopniu do rozwoju wsi przyczyniła się także zakończona w 1882 budowa szosy Dygowo – Pobłocie.
Po 1900 po wschodniej stronie drogi prowadzącej z Dygowa do Bardów wybudowano dla miejscowych rzemieślników i robotników rolnych szereg domów, które pojawiły się po raz pierwszy na mapach w 1925 pod nazwą "Siedlung nach Bartin” (Osiedle do Bardów).
Przed I wojną światową wybudowano także budynek jednoklasowej szkoły.
W 1925 Bardy posiadały 50 domów mieszkalnych.